# Khoratpithecus
 Khoratpithecus  ist eine ausgestorbene Gattung der Menschenaffen, die vor rund 9 bis 7 Millionen Jahren während des späten Miozäns in Asien vorkam. Einziger weithin anerkannter Beleg für diese Gattung ist ein im Nordosten von Thailand entdeckter, unvollständiger Unterkiefer. Khoratpithecus gilt als fossiler Verwandter der heute lebenden Orang-Utans und wird daher in die Unterfamilie der Ponginae eingeordnet.

## Namensgebung
Khoratpithecus ist ein Kunstwort. Die Bezeichnung der Gattung ist abgeleitet von Khorat, einer Abkürzung für die thailändische Provinz Nakhon Ratchasima sowie aus dem griechischen Wort πίθηκος (altgriechisch ausgesprochen píthēkos: „Affe“). Das Epitheton der bislang einzigen wissenschaftlich beschriebenen Art, Khoratpithecus  piriyai, ehrt Piriya Vachajitpan, einen thailändischen Privatsammler von Fossilien, der den Unterkiefer erwarb und ihn Fachwissenschaftlern zur weiteren Analyse überließ. Khoratpithecus piriyai bedeutet somit sinngemäß „piriyascher Affe von Khorat“.

## Erstbeschreibung
Als Holotypus der Gattung und zugleich der Typusart Khoratpithecus piriyai wurde in der Erstbeschreibung der bislang einzige entdeckte Unterkiefer mit erhaltenen Backenzähnen ausgewiesen. Der Unterkiefer hat die Archivnummer RIN 765 (RIN = Rajabhat Institute, Nakhon Ratchasima).
Der Unterkiefer wurde im Jahr 2002 von einem Arbeiter in einer Sandgrube im Distrikt Chalerm Prakieat zusammen mit einigen fossilen Elefantenzähnen entdeckt und von diesem Arbeiter an einen Privatsammler verkauft. Aufgrund der Größe der erhaltenen Zähne und der Dicke des Zahnschmelzes wurde das Fossil in der Erstbeschreibung gegen die mutmaßlich nahe verwandten Gattungen Lufengpithecus und Gigantopithecus abgegrenzt. Aus dem Fehlen einer Ansatzstelle für den vorderen Teil des Musculus digastricus – die bei den heute lebenden Orang-Utans gleichfalls fehlt – wurde geschlossen, dass Khoratpithecus piriyai möglicherweise enger mit den Orang-Utans der Gegenwart verwandt ist als andere fossile Arten aus dem gleichen Formenkreis.
Die gelegentlich ebenfalls zu Khoratpithecus gestellten und als Khoratpithecus chiangmuanensis benannten Funde werden von diversen Autoren heute der Gattung Lufengpithecus und in dieser teils deren Art Lufengpithecus chiangmuanensis, teils Lufengpithecus keiyuanensis zugeordnet.

## Habitat
Aufgrund von Fossilienfunden anderer Tierarten wurde geschlossen, dass Khoratpithecus in einem tropischen Waldgebiet lebte. Möglicherweise ernährten sich die Individuen der Art – wie die heute lebenden Orang-Utans und Schimpansen – überwiegend von Früchten und anderer, relativ weicher Nahrung.

## Belege
1. ↑  Yaowalak Chaimanee, Varavudh Suteethorn, Pratueng Jintasakul, Chavalit Vidthayanon, Bernard Marandat und Jean-Jacques Jaeger: A new orang-utan relative from the Late Miocene of Thailand. In: Nature. Band 427, 2004, S. 439–441, doi:10.1038/nature02245.
2. ↑  Fundort: 15 Grad 01' 35" N, 102 Grad 16' 50" O
3. ↑  Martin Pickford et al.: Age and taxonomic status of the Chiang Muan (Thailand) hominoids. In: Comptes Rendus Palevol. Band 3, Nr. 1, 2004, S. 65–75, doi:10.1016/j.crpv.2003.09.029.
4. ↑  Eintrag zu Khoratpithecus chiangmuanensis in der Paleobiology Database.
5. ↑  Gildas Merceron et al.: Dietary characterization of the hominoid Khoratpithecus (Miocene of Thailand): evidence from dental topographic and microwear texture analyses. In: Naturwissenschaften. Band 93, Nr. 7, 2006, S. 329–333, doi:10.1007/s00114-006-0107-0.